# The Sherlocks
The Sherlocks — британская инди-рок-группа, образованная в августе 2010 в Болтоне на Дёрне, Барнсли, Саут-Йоркшир. Группа состоит их двух пар братьев: Киарана и Брэндона Круков, Энди и Джоша Дэвидсонов. К настоящему времени коллективом записан один EP и два студийных альбома. Их второй по счёту альбом Under Your Sky вышел 4 октября 2019 года.
The Sherlocks исполняют мелодичный альтернативный и инди-рок. В их музыке можно заметить влияние таких групп, как Arctic Monkeys, Oasis и The Jam. Джошуа Бэлл из журнала RGM описал стиль группы, как «вся инди-музыка нулевых, собранная вместе, которая легко усваивается огромным кругом музыкальных фанатов».
За время своего существования группа добилась значительных успехов. Их синглы «Will You Be There?», «Was It Really Worth It?» и «NYC (Sing It Loud)» поднимались на первую строчку официального британского чарта. The Sherlocks выступали на одной сцене с такими мировыми звёздами, как Лиам Галлахер и The Kooks. Они являлись хэдлайнерами фестиваля Neighbourhood в Манчестере.

## История

### Начало карьеры (2010—2017)
История группы началась с выступлений братьев Киарана и Брэндона Круков перед своей семьёй. Однажды, играя такой «концерт», они услышали, как кто-то по-соседству играет на электрогитаре. Это был Энди Дэвидсон, живший в соседнем доме. Познакомившись с ним, братья узнали, что брат Энди, Джош, тоже играет на гитаре. Вскоре они стали собираться вместе и исполнять музыку.

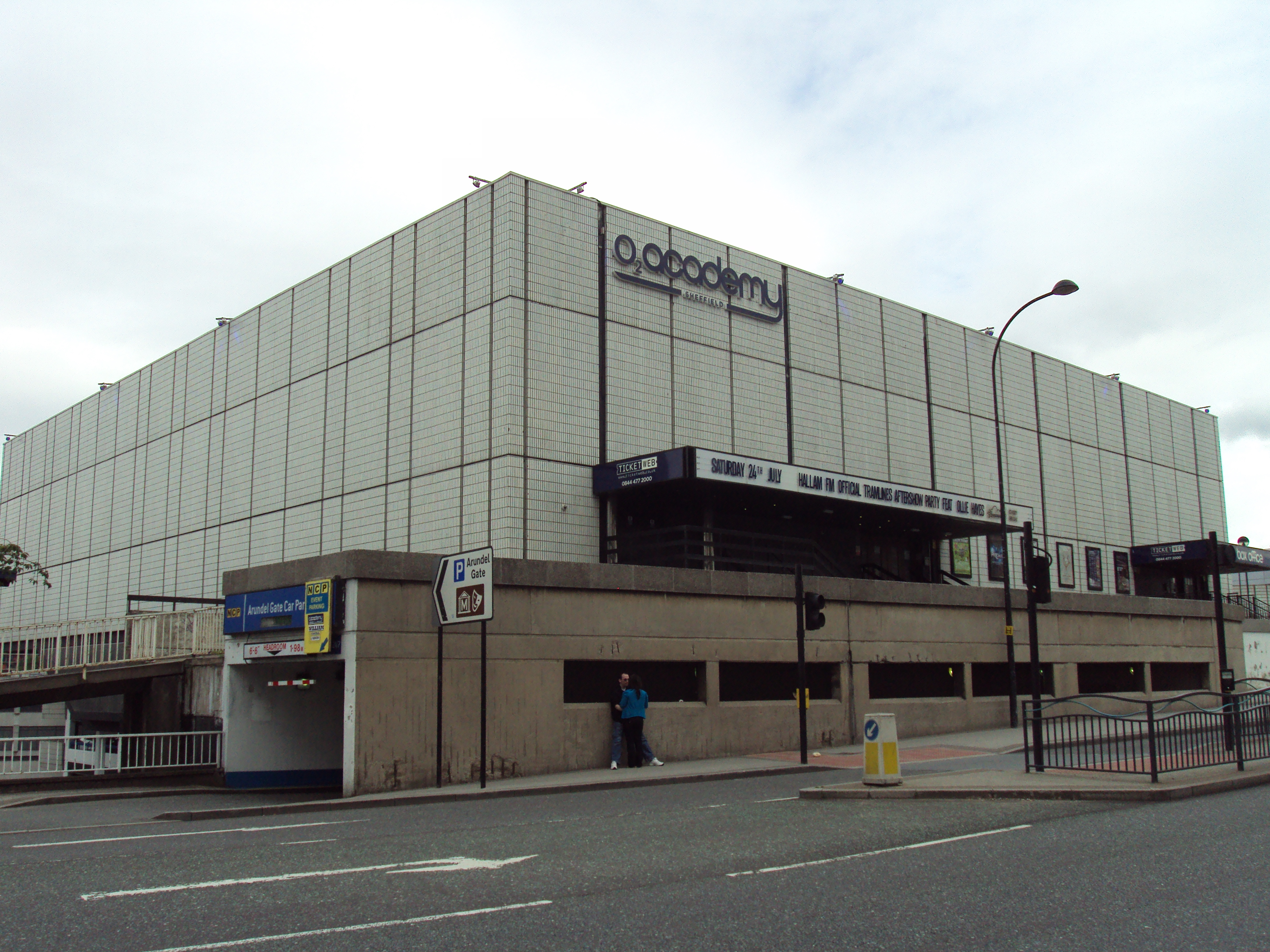
Здание О2 Академии в Шеффилде.

Свои репетиции группа проводила друг у друга в гаражах. Первые концерты The Sherlocks давали в местных клубах для рабочих, где они исполняли каверы на The Jam. Постепенно они стали исполнять и свои песни. Спустя немного времени они обратили своё внимание на Шеффилд, заказав концерт в малом зале O2 Академии. Постепенно группа начала набирать популярность.
Первый сингл «Live for the Moment» группа выпустила в 2014 году. За ним последовали синглы «Escapade» и «Hearth of Gold» в 2015 году. Сингл «Hearth of Gold» стал транслироваться на радиостанциях, таких как BBC Radio 1 и Radio 6. В августе 2015 года The Sherlocks выступили на Reading and Leeds festivals. В феврале 2016 группа выпустила свой четвёртый сингл «Last Night». BBC Introducting пригласила группу выступить на фестивале SXSW в Остине, Техас в марте 2016. Затем, в мае 2016 The Sherlocks играли в Манчестере в рамках фестиваля Dot to Dot, а после ещё раз выступили на Reading and Leeds festivals 2016. В том же году группа присоединилась к Arena Tour группы The Libertines.
15 сентября 2016 года состоялся релиз пятого сингла под названием «Will You Be There?». 19 декабря 2016 года группа подписала свой первый контракт с звукозаписывающим лейблом Infectious Records, что является частью бывшей BMG Rights Management. В начале января 2017 группа выпустила ограниченную версию «Will You Be There?» на 7" виниле. 13 января сингл вошёл в Official UK Vinyl Singles Chart под первым номером. 26 января состоялся релиз следующего сингла «Was It Really Worth It?». 14 апреля 2017 он возглавил Official UK Vinyl Singles Chart.

### Live for the Moment (2017—2019)
25 апреля 2017 группа анонсировала релиз дебютного студийного альбома Live for the Moment, запланированного на 18 августа 2017. Альбом был выпущен в назначенный срок, а вместе с ним вышел седьмой сингл группы под названием «Chasing Shadows», клип на который был выпущен ещё 27 апреля. Альбом вошёл в Official UK Album Chart Top 100 под 6 номером и продержался в чарте 2 недели.
В 2018 году группа отправилась в тур в поддержку нового альбома по Великобритании, Европе и США. Во время Европейской части тура группа сопровождала Лиама Галлахера в его туре. К концу года группа вернулась в студию для записи нового альбома.
8 июня 2019 года группа выступила на стадионе Элланд Роуд на праздновании 100-летия Лидс Юнайтед, вместе с группами Kaiser Chiefs и The Vaccines. 30 августа группа уже в третий раз выступила на Reading and Leeds festivals.

### Under Your Sky (2019-наши дни)

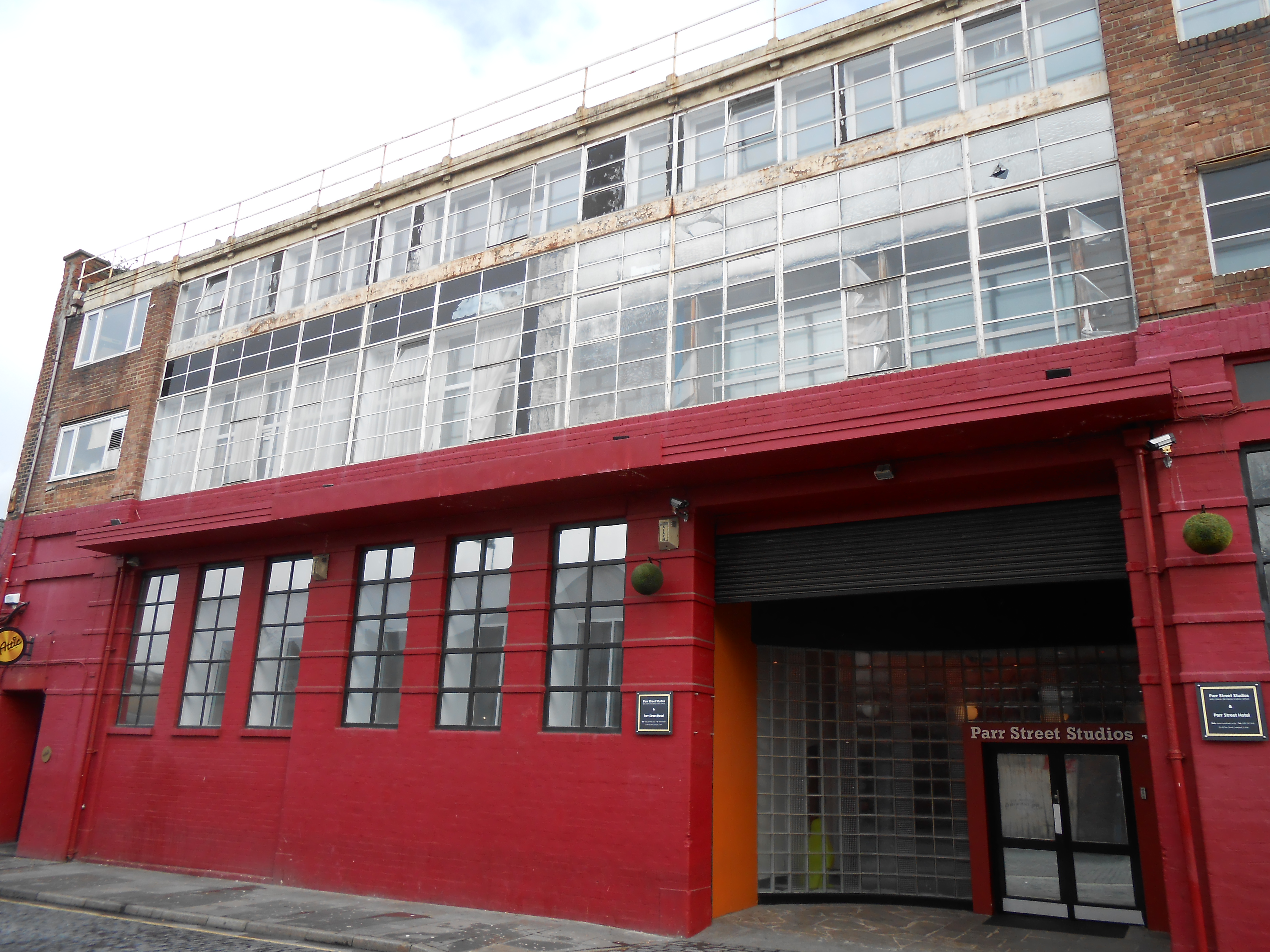
Студия Parr Street в Ливерпуле, где The Sherlocks записывали Under Your Sky.

17 июня 2019 года The Sherlocks анонсировали свой второй студийный альбом Under Your Sky, дата релиза которого была назначена на 4 октября 2019. Также на начало октября группа анонсировала тур по Великобритании и Европе, во время которого группа будет исполнять как песни с Live fo the Moment, так и песни с нового альбома. Британский этап тура будет пройдёт с 3 октября по 3 ноября. 12 октября группа выступила на Neighbourhood festival в Манчестере в качестве хэдлайнера. Европейская часть тура пройдёт с 14 по 28 ноября 2019, а 29 ноября группа даст концерт в Белфасте.
17 июня группа выпустила новый трек «NYC (Sing It Loud)» и объявила, что он будет исполняться на BBC Radio 1. 26 июня вышел клип на «NYC (Sing It Loud)». 19 июня на YouTube канале группы вышла песня «Magic Man» с нового альбома. 29 августа на том же YouTube канале вышла песня «Waiting», а 1 октября — песня «Under Your Sky».
12 июля группа выступила на Castlefield Bowl на разогреве у The Kooks вместе с другой инди-рок группой Sea Girls.
4 октября 2019 года состоялся релиз Under Your Sky на лейбле Infectious Records. Издательство The Guardian в тот же день выпустило на него рецензию, в которой говорится, что «их [The Sherlocks] второй альбом делает удивительный квантовый скачок вперёд». Альбом записывался на студии Parr Street в Ливерпуле с продюсером Джеймсом Скелли. Альбом попал в iTunes Chart под 9 номером. Under Your Sky вошёл в Official UK Album Chart Top 100 под 20 номером и продержался в чарте одну неделю. 11 октября сингл «NYC (Sing It Loud)» вошёл в Official UK Vinyl Singles Chart под первым номером и продержался в чарте 2 недели.
14 октября 2019 года The Sherlocks объявили о том, что осенняя часть тура по Великобритании перенесена на февраль-март 2020 года из-за проблем со здоровьем. Перенесённая часть тура начнётся 27 февраля в O2 Academy в Шеффилде и закончится выступлением 7 марта на площадке Tramshed в Кардиффе.
29 ноября группа выпустила сингл «Magic Man» в изменённом виде.

## Дискография

### EP
- First Bite of the Apple (2013)

### Студийные альбомы
- Live for the Moment (2017)
- Under Your Sky (2019)

## Состав
- Киаран Крук — вокал, гитара
- Брэндон Крук — ударные
- Джош Дэвидсон — гитара
- Энди Дэвидсон — бас-гитара